# Gloeoporus nigrescens
Gloeoporus nigrescens är en svampart som beskrevs av Corner 1989. Gloeoporus nigrescens ingår i släktet Gloeoporus och familjen Meruliaceae.   Inga underarter finns listade i Catalogue of Life.